# Hualapai Peak
Hualapai Peak je s nadmořskou výškou 2 566 metrů nejvyšší hora pohoří Hualapai Mountains.
Leží ve středo-jižní části Mohave County, na západě Arizony.
Nachází se v severní části pohoří, necelých 14 kilometrů jižně od silnice Interstate 40.
Hora je, stejně jako pohoří, pojmenovaná podle původních obyvatel v oblasti Hualapaiů, kteří v současnosti žijí několik desítek kilometrů severně v indiánské rezervaci Hualapai Indian Reservation.
Hualapai Peak náleží k nejprominentnějším horám v Arizoně.